# Kozluk (Zvornik)
Pour les articles homonymes, voir Kozluk.
Kozluk (en serbe cyrillique : Козлук) est une localité de Bosnie-Herzégovine. Elle est située dans la municipalité de Zvornik et dans la république serbe de Bosnie. Selon les premiers résultats du recensement bosnien de 2013, elle compte 2 473 habitants.

## Géographie
Kozluk est situé sur les bords de la Drina à proximité de la frontière serbe.

## Démographie

### Évolution historique de la population dans la localité
| 1948 | 1953 | 1961  | 1971  | 1981  | 1991  | 2013  |
| ---- | ---- | ----- | ----- | ----- | ----- | ----- |
| -    | -    | 1 864 | 2 115 | 2 652 | 3 017 | 2 473 |

|  |